# Yamamoto Takuya (1986)
Takuya Yamamoto (sinh ngày 22 tháng 6 năm 1986) là một cầu thủ bóng đá người Nhật Bản.

## Sự nghiệp câu lạc bộ
Takuya Yamamoto đã từng chơi cho Kashima Antlers, Thespa Kusatsu và Gainare Tottori.